# Nationalpark Sumaco Napo-Galeras
Der Nationalpark Sumaco Napo-Galeras (spanisch Parque Nacional Sumaco Napo-Galeras) befindet sich im Norden von Ecuador. Das Schutzgebiet wurde am 2. März 1994 eingerichtet. Der Nationalpark hat eine Fläche von 2052,49 km². Das Areal ist seit dem Jahr 2000 ein UNESCO-Biosphärenreservat.

## Lage
Der Nationalpark Sumaco Napo-Galeras liegt in den Provinzen Napo und Orellana, etwa 120 km östlich der Hauptstadt Quito. Das Gebiet liegt östlich der Anden zwischen den Flussläufen des Río Napo und dessen linken Nebenflusses Río Coca (Río Quijos) in Höhen zwischen 500 m und 3732 m. Das Schutzgebiet teilt sich in zwei Teilgebiete (Sektoren) auf, die durch einen 15 km breiten Korridor voneinander getrennt sind. Im Folgenden die beiden Teilgebiete:
- nördlicher Sektor () – das wesentlich größere Areal mit einer Fläche von 1905,62 km²; umfasst die Vulkane Sumaco (3732 m ⊙) und Pan de Azúcar (3482 m ⊙)
- südlicher Sektor () – 146,87 km² groß; umfasst die Cordillera de Galeras, ein in SSW-NNO-Richtung verlaufender 1700 m hoher Höhenkamm

## Ökologie
Im Nationalpark kommen folgende Vegetationszonen vor: Pajonal Páramo, montaner Nebelwald, niedriger montaner immergrüner Wald, piemontesischer immergrüner Wald, immergrüner Tieflandwald und niedriges montanes feuchtes Gestrüpp.

## Zugangsmöglichkeiten
Es gibt zwei wichtige Zufahrtsstraßen: Die Straßenverbindung Baeza – El Chaco – El Reventador verläuft entlang der nordwestlichen Nationalparksgrenze. Die Straße Jondachi – Loreto – Puerto Francisco de Orellana verläuft durch den Korridor, der die beiden Nationalpark-Sektoren voneinander trennt.